# Mamadou N'Diaye (baloncestista de 1975)
Mamadou N'Diaye (nacido el 16 de junio de 1975 en Dakar) es un exjugador y actual entrenador senegalés de baloncesto que jugó durante cinco temporadas en la NBA. Con 2,13 metros de estatura, jugaba en la posición de pívot. Desde 2021 es entrenador asistente de los UCF Knights de la División I de la NCAA.

## Trayectoria como jugador

### Universidad
El senegalés tuvo la oportunidad de viajar a los Estados Unidos gracias a Mike LaPlante, un asistente de la Universidad de Maine que estuvo trabajando como asesor en la Federación Senegalesa de Baloncesto. N'Diaye formó parte del programa de desarrollo por lo que decidió continuar sus estudios en los Estados Unidos y mejorar sus habilidades como jugador de baloncesto. Se matriculó en el Maine Central Instititue en Pittsfield, Maine y sobresalió en el equipo entrenado por Max Good. Después del instituto, N'Diaye prosiguió sus estudios y su carrera como jugador en la Universidad de Auburn, donde LaPlante era asistente de Cliff Ellis.
A N'Diaye le costó arrancar en la NCAA, pero fue capaz de ir mejorando cada año. En su temporada júnior, superó el récord de Charles Barkley en tapones durante su carrera. Su envergadura y su atlética fisionomía le permitieron destacarse como un gran defensor en su etapa universitaria.
Sus promedios en su temporada sénior fueron de 8.9 puntos, 8 rebotes y 1.8 tapones en 26.3 minutos. Finalizó su carrera con promedios de 6.8 puntos, 6.2 rebotes y 1.9 tapones en 21.7 minutos de media, y dejó el récord de tapones en la historia de los Auburn Tigers.

### NBA
N'Diaye fue elegido por Denver Nuggets en el puesto 26 de 1.ª ronda del Draft de la NBA de 2000. Es uno de los jugadores de más edad que han sido elegidos en el Draft, con 25 años. En enero de 2001, N'Diaye fue traspasado con Keon Clark y Tracy Murray a Toronto Raptors a cambio de Kevin Willis, Aleksander Radojevic, Garth Joseph, una 2.ª ronda y dinero.
N'Diaye debutó en la temporada 2000-01 con los Raptors, aunque sólo disputó con ellos tres encuentros. El senegalés jugó en la franquicia canadiense hasta la temporada 2002-03. Precisamente en ese año firmó sus mejores números, 5.5 puntos y 3 .7 rebotes en 16.5 minutos de media por partido. En Toronto coincidió con el legendario Hakeem Olajuwon, que, según el propio jugador, fue de tremenda ayuda para el senegalés. 
En enero de 2004 firmó con Dallas Mavericks, pero fue cortado un mes después. Atlanta Hawks lo fichó entonces y lo asignó a los Asheville Altitude de la NBDL. En marzo fue cortado por los Hawks y regresó a los Altitude. Sin embargo, al poco tiempo fue recuperado por Atlanta disputando 25 partidos y promediando 3.9 puntos y 4.4 rebotes, su mejor marca en su carrera en la NBA. 
En la temporada 2004-05 N'Diaye fichó por Los Angeles Clippers, con los que sólo disputó 11 partidos con estadísticas de 1.8 puntos y 1.6 rebotes. En octubre de 2005, Golden State Warriors lo firmó pero fue cortado un mes después, poniendo así punto final a su aventura en la NBA. 

### Europa
Un mes después de desvincularse de la NBA, N'Diaye decidió proseguir con su carrera en el baloncesto europeo. Por ello se marchó al PAOK Salónica BC de la A1 Ethniki de Grecia, equipo para el que jugaría la temporada 2005-06. Un año después cambió de aires pero no de liga, y se enroló en el Panellinios Atenas, en el que estuvo un año, desde enero de 2007 hasta enero de 2008. 
En febrero de 2008 se sumó al Zalgiris Kaunas de la Lietuvos Krepšinio Lyga para jugar el tramo final de la temporada 2007-08 y actuar en la Euroliga.
En 2009 partió hacia Hong Kong para jugar con el Canton Libery. En enero de 2010, luego de una fallida incorporación al equipo libanés Al Riyadi Beirut, N'Diaye terminó firmando un contrato para jugar dos meses con el Maccabi Haifa B.C. de la Ligat ha'Al de Israel.

## Selección nacional
N'Diaye jugó en la Copa Mundial de Baloncesto de 1998 y en la Copa Mundial de Baloncesto de 2006 como miembro de la selección de baloncesto de Senegal.

## Entrenador
[actualizar]
Tras su retiro como jugador profesional de baloncesto, pasó a desempeñarse como asistente de entrenador de diversos equipos universitarios de la NCAA. 

## Estadísticas de su carrera en la NBA

### Temporada regular
| Temporada | Edad | Equipo               | Liga | P  | TIT | MIN  | TC  | TCA | %TC  | 3P  | 3PA | %3P  | TL  | TLA | %TL   | R.OF. | R.DEF. | REB | ASIS | ROB | TAP | PER | FP  | PTS |
| 2000-01   | 25   | Toronto Raptors      | NBA  | 3  | 0   | 3.3  | 0.3 | 1.3 | .250 | 0.0 | 0.0 |      | 0.7 | 0.7 | 1.000 | 0.3   | 0.3    | 0.7 | 0.0  | 0.0 | 0.0 | 0.0 | 1.0 | 1.3 |
| 2001-02   | 26   | Toronto Raptors      | NBA  | 5  | 0   | 9.2  | 1.2 | 2.0 | .600 | 0.0 | 0.0 |      | 1.6 | 2.0 | .800  | 1.2   | 1.0    | 2.2 | 0.0  | 0.0 | 0.4 | 0.2 | 1.2 | 4.0 |
| 2001-02   | 27   | Toronto Raptors      | NBA  | 22 | 8   | 16.5 | 2.0 | 4.4 | .448 | 0.0 | 0.0 |      | 1.5 | 2.1 | .723  | 1.3   | 2.4    | 3.7 | 0.3  | 0.4 | 1.5 | 1.0 | 2.6 | 5.5 |
| 2003-04   | 28   | TOTAL                | NBA  | 28 | 1   | 13.1 | 1.0 | 2.5 | .391 | 0.0 | 0.0 |      | 1.6 | 2.1 | .746  | 1.5   | 2.5    | 4.0 | 0.0  | 0.3 | 0.9 | 0.6 | 2.1 | 3.5 |
| 2003-04   | 28   | Dallas Mavericks     | NBA  | 3  | 0   | 2.3  | 0.0 | 0.3 | .000 | 0.0 | 0.0 |      | 0.0 | 0.0 |       | 0.0   | 0.3    | 0.3 | 0.0  | 0.0 | 0.3 | 0.3 | 0.3 | 0.0 |
| 2003-04   | 28   | Atlanta Hawks        | NBA  | 25 | 1   | 14.4 | 1.1 | 2.7 | .397 | 0.0 | 0.0 |      | 1.8 | 2.4 | .746  | 1.7   | 2.7    | 4.4 | 0.0  | 0.3 | 1.0 | 0.7 | 2.3 | 3.9 |
| 2004-05   | 29   | Los Angeles Clippers | NBA  | 11 | 0   | 6.5  | 0.7 | 1.8 | .400 | 0.0 | 0.1 | .000 | 0.4 | 0.6 | .571  | 0.8   | 0.8    | 1.6 | 0.1  | 0.1 | 0.5 | 0.0 | 1.8 | 1.8 |
| Total     |      |                      | NBA  | 69 | 9   | 12.4 | 1.2 | 2.9 | .427 | 0.0 | 0.0 | .000 | 1.3 | 1.8 | .736  | 1.3   | 2.0    | 3.3 | 0.1  | 0.2 | 0.9 | 0.6 | 2.1 | 3.8 |